# Reixa de San Millán

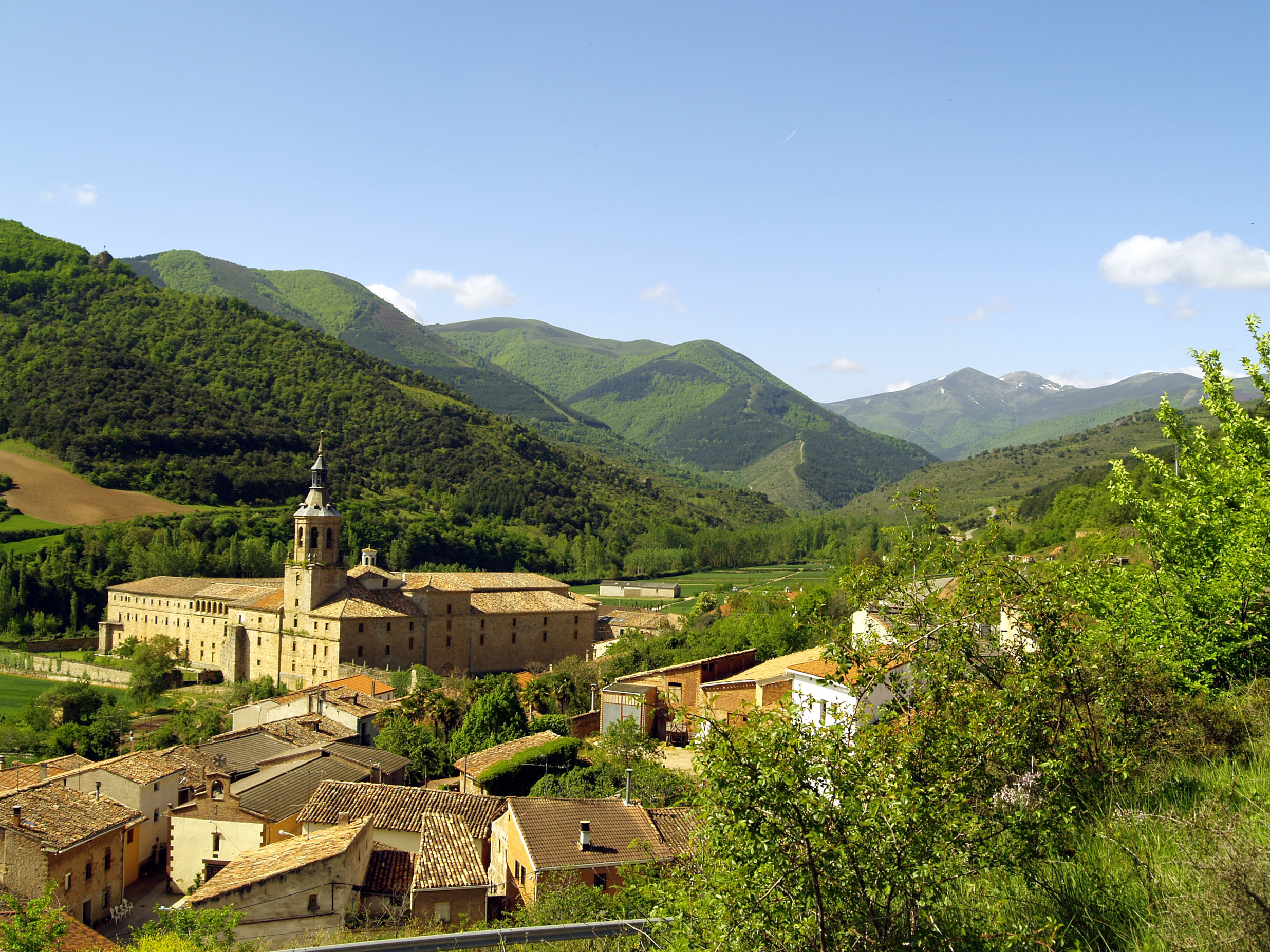
Monestirs de San Millán de Yuso.

La Reixa de San Millán (en basc Donemiliagako Goldea) és un document escrit cap a l'any 1025 procedent del cartulari del monestir de San Millán de la Cogolla i publicat per primera vegada en 1883 per Fidel Fita i Colomer en el butlletí de la Reial Acadèmia de la Història. Té un gran valor per la informació toponímica que aporta d'Àlaba.

## Descripció
La reixa de ferro era al segle xi la unitat de mesura en el pagament de delmes. El títol del document és De ferro de Alava i en ell es comptabilitza l'aportació dels poblats de la Planada alabesa i de zones de la Muntanya al monestir de San Millán.
La major part dels topònims són noms bascos i ofereixen un aspecte bastant arcaic: Zornoztaegi, Irossona, Horivarri, Udalha, Barrandiz, Galharreta; però tampoc falten nomenis romanços, en espanyol antic: Billa luenga, Forniello, Quintaniella, etc.
Pel medievalista Gonzalo Martínez Díez el document és un apòcrif forjat a mitjan segle xii pels monjos de San Millán. El 2011 Ernesto Pastor Díaz de Garayo ha publicat una edició crítica, que es pot considerar com a definitiva.

## Transcripció
| « | De ferro de Alava. In era Mª. LXª. IIIª., decano de Sancti Emiliani sicut colligebat ferro per Alave ita scribimus. Ubarundia, XVIII regas: Gamarra maior, duas regas. Gamarra minor, una rega. Erretanna, una rega. Hamarita, una rega. Mengano, una rega. Hurrivari una rega. Mengano Goien, una rega. Gernica, una rega. Zeriano, una rega. Betellogaha, duas regas. Naffarrate et Elhossu, una rega. Hurnaga, una rega. Urbina et Angellu, una rega. Lucu et Arçamendi, una rega. Goiahen, una rega. Bagoeta, una rega. Camboa, XX regas: Lehete, una rega. Essavarri, Argillana et Arina tres regas. Langara et Moio, tres regas. Aroma, una rega. Zuhazu, una rega. Mariaeta, una rega. Hazua, duas regas. Hurizahar et Orengohin, una rega. Mendissur, una rega. Maturana, tres regas, uno de cubito in longo et duos minores. Essavarri, una rega. Harhazua, XXVII regas: Durana, duas regas. Arzubiaga, una rega. Zurbano, duas regas. Hillarrazaha, duas regas. Zerio, una rega. Oretia et Matauco, tres regas. Ania et Iungitu, tres regas. Arguimaniz, tres regas. Arbustu, duas regas. Luviano, duas regas. Hurivarri, una rega. Doipa, duas regas. Sansoheta, una rega. Arroiaha et Reztia, una rega. Mendivil, una rega. Betoniu, duas regas. Harhazua, XXII regas: Elhorriaga, una rega. Arcahia, una rega. Sarricohuri, una rega. Otazu, una rega. Gamiz, una rega. Borinivar una rega. Huribarri, una rega. Haberasturi et Huriarte, Argendonia, Betriquiz, Hascarzaha et Sancti Romani, tres regas. Malizhaeza, XXII regas: Abendangir, una rega. Armenter, tres regas. Ehari, una rega. Gazaheta, una rega. Berroztegieta, duas regas; Lassarte, tres regas. Harizavalleta et Gardellihi, tres regas. Gaztellu et Meiana, tres regas. Mendiolha, Hollarruizu et Adurzaha, tres regas. Gastehiz, tres regas. Arriaga, una rega. Hiraszaeza: Gelhegieta, tres regas. Iscona, tres regas. Troconiz, duas regas. Burgellu et Garonna, duas regas; in alio anno, una rega. Hararihini, una rega. Aialha, duas regas. Larrahara, una rega. Dullanzi, duas regas. Aniu, una rega. Larraza et Arbelgoihen, in duos annos tres regas. Herenizguhin et Habaunza, tres regas. Hamamio, una rega. Hegiraz, XIIII regas: Harhahia, una rega. Haiztara, una rega. Zalduhondo, duas regas. Mizkina, una rega. Paterniana, una rega. Hagurahin et Salurregi, una rega. Munniahin, una rega. Pingunna, una rega. Ocariz et Padura et Opaucu, una rega. Harrizavallaga, Hegilior et Abulanga, tres regas in anno. Septem Alfozes: Heguiraz et Sancti Romani et Hurabagin et Albiniz et Hamaezaha, uno andosco. Hillardui et Arzanhegi et Ibarguren et Anduiahin, Heinhu, uno andosco. Zornoztaegi, Irossona, Horivarri, Udalha, uno andosco. Barrandiz, XXV regas: Galharreta, una rega. Gordova, una rega. Harriolha, duas regas. Narbaiza, duas regas. Larrea, una rega. Hazpurua et Hurigurenna et Zuhazulha, una rega. Ermua, una rega. Audicana, una rega. Algio, una rega. Deredia, una rega. Andozketa, una rega. Kircu, una rega. Helkeguren, una rega. Zuhazu, una rega. Uhulla, duas regas. Erdongana, una rega. Langrares, XXIIII regas: Novem Alfozes, Transponte, uno carnero. Mendihil, una rega. Harrieta, una rega in anno. Eurtupiana, una rega in anno alio. Adanna, una rega. Mendoza, una rega. Eztarrona, una rega. Otazaha, una rega. Haztegieta, una rega. Gobeio, una rega. Zuhazu, una rega. Lermanda, una rega. Margarita, duas regas. Gomegga, una rega. Ariniz, una rega. Zumelzu, una rega. Benea, una rega. Suvillana, una rega. Elheni villa, una rega. Luperho, una rega. Quintaniella de sursum, Zavalla, una rega. Billodas, tres regas. Langrares, tres regas. De Murielles, XIII regas: Gersalzaha, una rega. Olhavarri, una rega. Huerzas, una rega. Mandaita, una rega. Suvillana, una rega. Murielles, una rega. Urvillana, una rega. Haizcoeta, una regga. Arcazaha, una rega. Barhoa, una rega. Kineia, una rega. Carcamu, una rega. Frasceneta, una rega. Ossingani, XXV regas: Paves, una rega. Arbigano, una rega. Basconguelas, una rega. Erenna, una rega. Cassicedo, una rega. Castellu, una regga. Padul, una rega. Billoria, una regga. Arreio, una rega. Lagus, una rega. Cassizedo, una rega. Licingana, una rega. Cassicedo, una rega. Antepardo, una rega. Moliniella, una rega. Olibani, una rega. Moscatuero, una rega. Comungoni, una rega. Torreziella, una rega. Arzillana, una. Billa vizana, una rega. Lunantu, una rega. Ripa, una rega. Torrisu, una rega. Carasta, una rega. Zuhia Barrutia, VIIII regas. In Quartango, duodecim regas: In Urca, octo regas. Boara, una rega. Irzu, una rega. Revendeca, una rega. Olhaerrea, una rega. Bardahuri, una rega. Alfonze de Fornello, XX regas: Erenna, una. Anitzquita, una rega. Billa luenga, una rega. Forniello, una rega. Luni villa, una rega. Tuiu, una rega. Sancti Iuliani, una rega. Ripa Martini, una rega. Lizinganiella, una rega. Antezana, una rega. Mazanos, una rega. Ripa ota, una regga. Melietes, una rega. Quintaniella, una rega. Igahigi, una rega. Ripa vellosa, duas regas. Aramingon, una rega. Ripa acuta, una rega. Logrozona, una rega. Baia, una rega. Rigo de Ivita, XXXV regas: Prango et Prango, duas regas. Armendihi una rega. Atazaval; una rega. Betruz, una rega. Argote, una rega. Sancti Meiano, una rega. Torre, una rega. Sancti Martini, una rega. Galbari, una rega. Cimentu, una rega. Barolha, una rega. Loza, una rega. Alma, una rega. Paldu, una rega. Mesanza, una rega. Savastian, una rega. Bergilgona, una rega. Langu, una rega. Guzkiano, una rega. Guzkiano de suso, una rega. Bustia, una rega. Gogate, una rega. Agellu, una rega. Pudio, una rega. Barizahaza, una rega. Sagassaheta, una rega. Orzalzan, una rega. Uarte, una rega. Marquina de iuso, una rega. Carrelucea, una rega. Marquina de Suso, una rega. Bassahuri, una rega. Hobecori, una rega. Hassarte, una regga. Harrahia, XIII regas: Sancta Pia, duas regas. Atahuri de suso, duas regas. Atahuri de iuso, duas regas. Okerhuri, duas regas. Savando de suso, duas regas. Sabando de iuso, duas regas. Ebissate, duas regas. Donnas, duas regas. Mussitu, duas regas. Kerrianu, duas regas. Haizpilleta, duas regas. Erroheta, duas regas. Allegga, duas regas. Cekungau, duas regas. Elhorzahea, duas regas. Bahaeztu, duas regas. Kessalla, duas regas. In his villis predictis, ubi bacca occiderint, duas reggas donant. Oquina, una rega. Izarza, una rega. Azazaheta, una rega. Birgara de suso et Birgara de iuso, duas regas. Apinganiza, una rega. Gessalua, una rega. Bahanezta, una rega. Berrozihavi, una rega. Divina, XXII regas: Oto et Oto, tres regas. Hurivari et Urrialdo, tres regas. Mandoiana, una rega. Gerenga, una rega. Legarda, una rega. Arrazaha, duas regas. Apodaca, duas regas. Mendiguren, una rega. Arangiz, una rega. Avoggoco, una rega. Ihurre et Lopeggana, tres regas. Andigana, et Oronda, tres regas. Zuffia de suso, XIII regas. Zuffia de iuso, VIIII regas. | » |